# Поточњак
Поточњак (lat. Lythrum salicaria) је дикотиледона биљка из фамилије Lythraceae. Због сличности у грађи и боји цвета људи је често грешком сврставају у фамилију Primulaceae (љубичице).
Корен ове врсте је кратак, задебљао и метаморфозиран у ризом. Врста се одликује стаблом високим око један метар са листовима дужине од 3 до 10 сантиметара. Листови су наизменично распоређени на стаблу и по правилу су дужи од интернодија. Стабло је веома жилаво и издржљиво, четворобридо у доњем делу и најчешће гранато.
Цветови биљке су љубичасти, око 10-15 милиметара у пречнику. У пазуху се налазе две мале брактеје. Сви цветови су смештени у цваст типа метлице (лат. Paniculum). Круницасе састоји од 6 елиптичних пурпуро-црвених листића, који веома ретко могу да буду обојени у бело. Андрецеум је грађен из 12 прашника који су распоређену у два круга по шест, док је гинецеум састављен од две карпеле. Плодник је синкарпан. Плод је типа чауре која се отвара са два капка. Плод ствара велики број жућкастих семена.
Насељава следеће државе: Авганистан; Албанија; Алжир; Андора; Јерменија; Аустрија; Азербејџан; Белорусија; Белгија; Босна и Херцеговина; Бугарска; Кина; Хрватска; Чешка; Данска; Естонија; Финска; Француска; Грузија; Немачка; Грчка; Мађарска; Иран, Исламска Република; Ирак; Ирска; Израел; Италија; Јапан; Јордан; Кореја, Демократска Народна Република; Латвија; Либан; Лихтенштајн; Литванија; Луксембург; Македонија, Бивша Југословенска Република; Малта; Молдавија; Монголија; Црна Гора; Мароко; Холандија; Норвешка; Пакистан; Палестинска територија, окупирана; Пољска; Португал; Румунија; Руска Федерација; Србија; Словачка; Словенија; Шпанија; Шведска; Швајцарска; Сиријска Арапска Република; Тајван, провинција Кине; Тунис; Турска; Украјина; Велика Британија
Биљка цвета од јуна до септембра. Претежно настањује баре, мочваре и обале споротекућух река (те је тако и добила још један народни назив – врбица). Такође, врста може да насели и поплавне ливаде и пашњаке. Поточњак је готово космополитска врста(распростањења свуда на Земљи) те се јавља на Евроазији, Северној и Јужној Америци и Аустралији. Биљка је и медоносна и лековита.
Врста је испољила инвазиван карактер и натурализовала се на Новом Зеланду и Свеверној Америци. Биљка испољава инвазиван карактер јер се веома лако шири. Једна јединка може да произведе и до 2,7 милиона семена који се веома лако могу преносити путем ветра и другим начинима.